# 천안박물관
천안박물관은 충청남도 천안시 동남구 소재의 박물관이다. 본관은 삼거리공원 건너편에 위치한다. 부지면적 30.389㎡, 연면적 6,616㎡(지상3층, 옥외건축물 6동)이다.

## 연혁
- 2008년 9월 22일 개관.
- 2014년 4월 3일 삼거리공원에 흥타령관 개관.

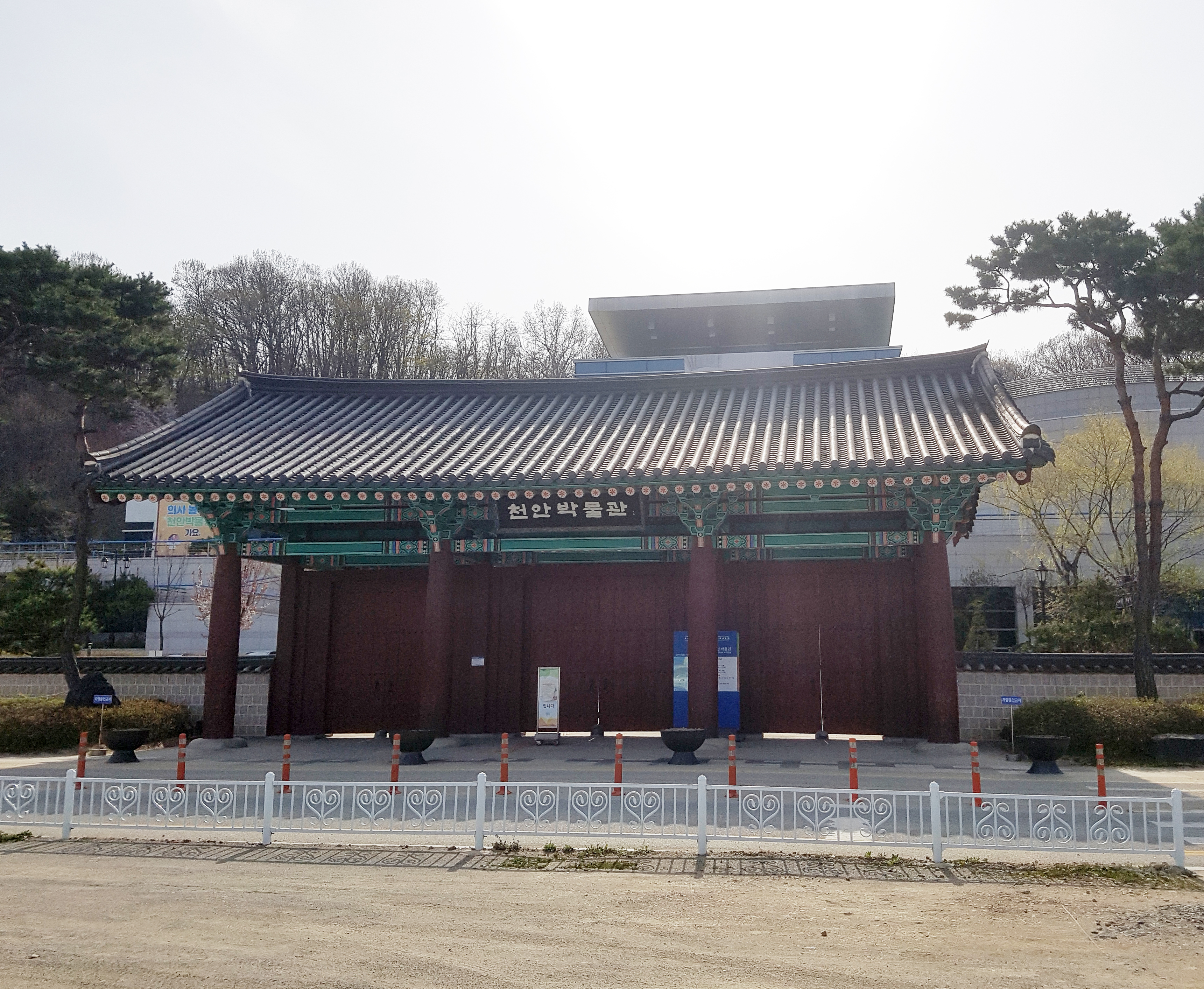
천안박물관 대문
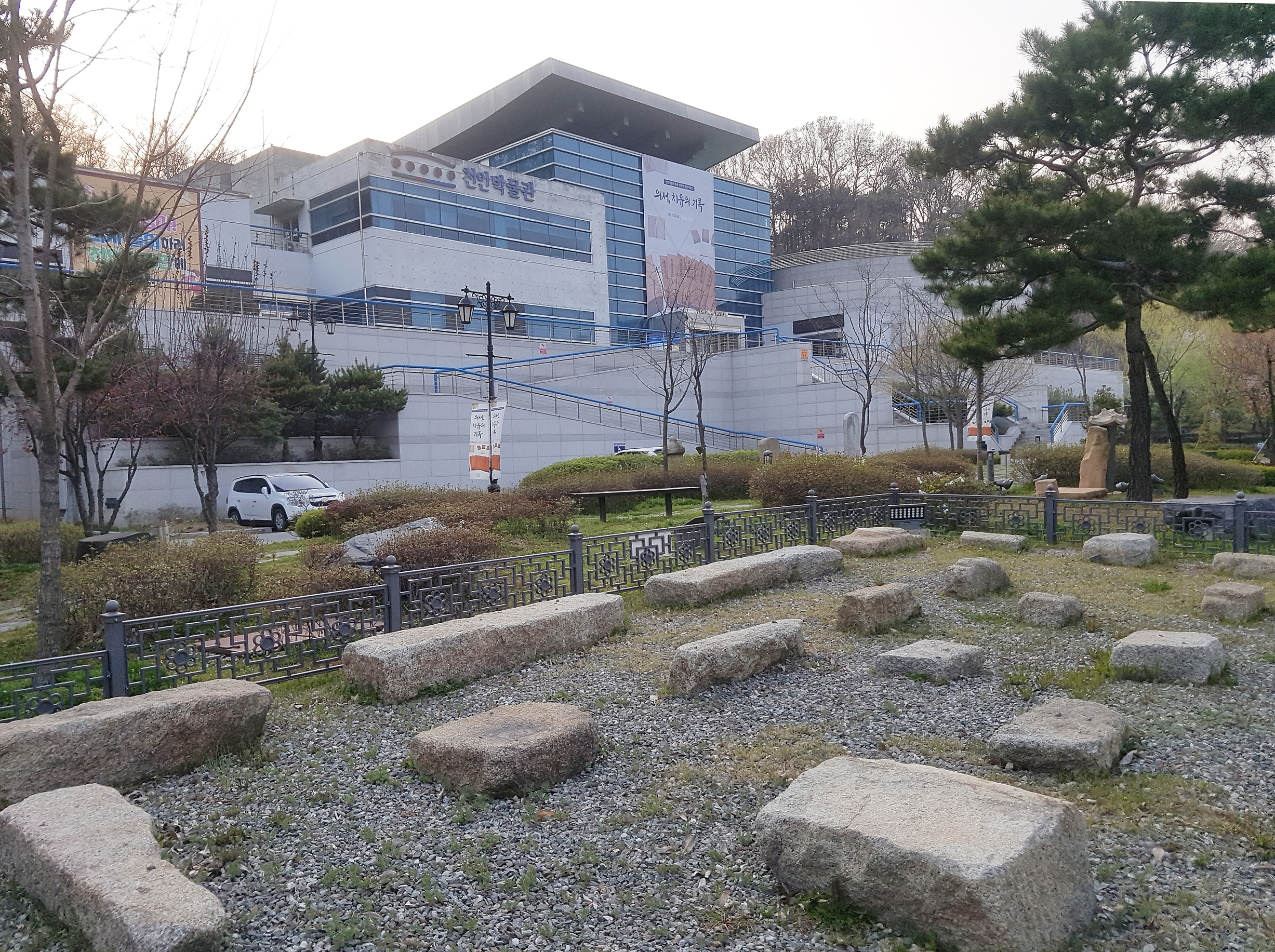
천안박물관-2020년04월07일
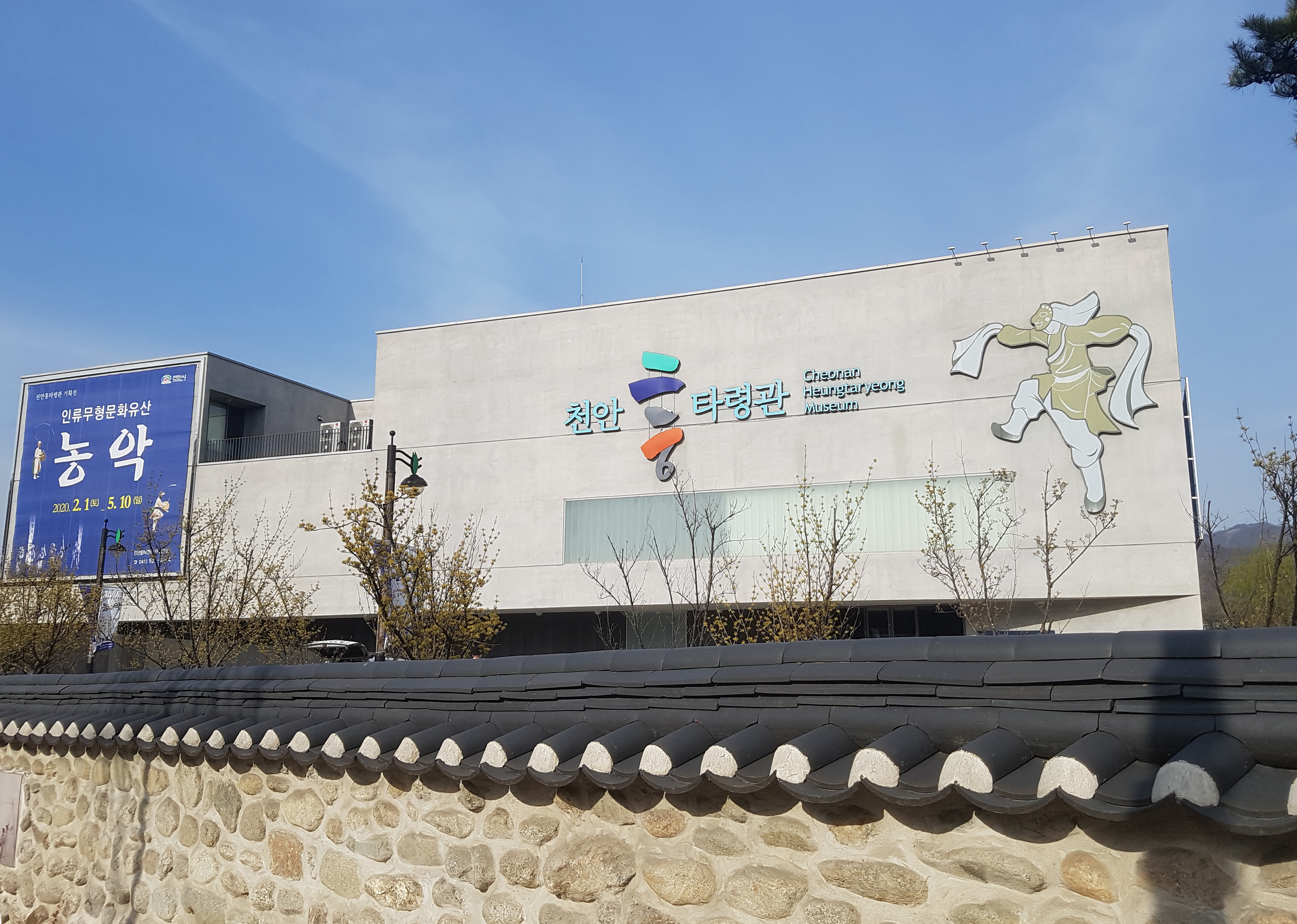
천안박물관 흥타령관

## 전시실,부대시설

### 1층 천안고고실
제1전시실은 최근 개발 붐과 함께 많은 발굴조사를 통해서 밝혀진 청동기시대 유적과 유물 등을 중심으로 먼저 구석기시대부터 삼국시대까지 그 시대를 대변하는 유물들을 전시한다.

### 2층 천안역사실
고려시대부터 조선시대까지 천안의 역사와 문화 그리고 향촌사회의 생활상을 중심으로 전시한다.

### 3층 천안삼거리실
천안삼거리실은 그 옛날의 천안삼거리 모습을 재현하였다.

## 관람 시간
- 하절기(3~10월): 오전 9:00~ 오후 6:00
- 동절기(11~2월): 오전 9:00~ 오후 5:00
- 휴관일: 매주 월요일, 1월1일, 설·추석 당일
- 입장시간: 관람종료 1시간전까지 가능